# Castillo de Esztergom (Ankara)
El Castillo de Esztergom, u oficialmente Centro Cultural Turco de Esztergom, es un centro cultural situado en el distrito Keçiören de Ankara, la capital de Turquía. El centro fue inaugurado el 29 de mayo de 2005 y fue construido como una réplica del Castillo de Esztergom en Hungría.
La construcción del castillo de Esztergom duró seis años y costó 4 mil millones de liras turcas. A la ceremonia de inauguración asistieron el entonces primer ministro Recep Tayyip Erdoğan, varios ministros y otras personalidades de la ciudad de Esztergom. El edificio de cinco pisos, que alberga restaurantes y un bazar, fue construido como un lugar donde la historia y la cultura turcas se mantienen vivas con el Museo Etnográfico y los Jardines Asiáticos. En la construcción del edificio se tomó como ejemplo el cuerpo octogonal de la Torre Roja del Castillo de Alanya.

## Galería de imágenes

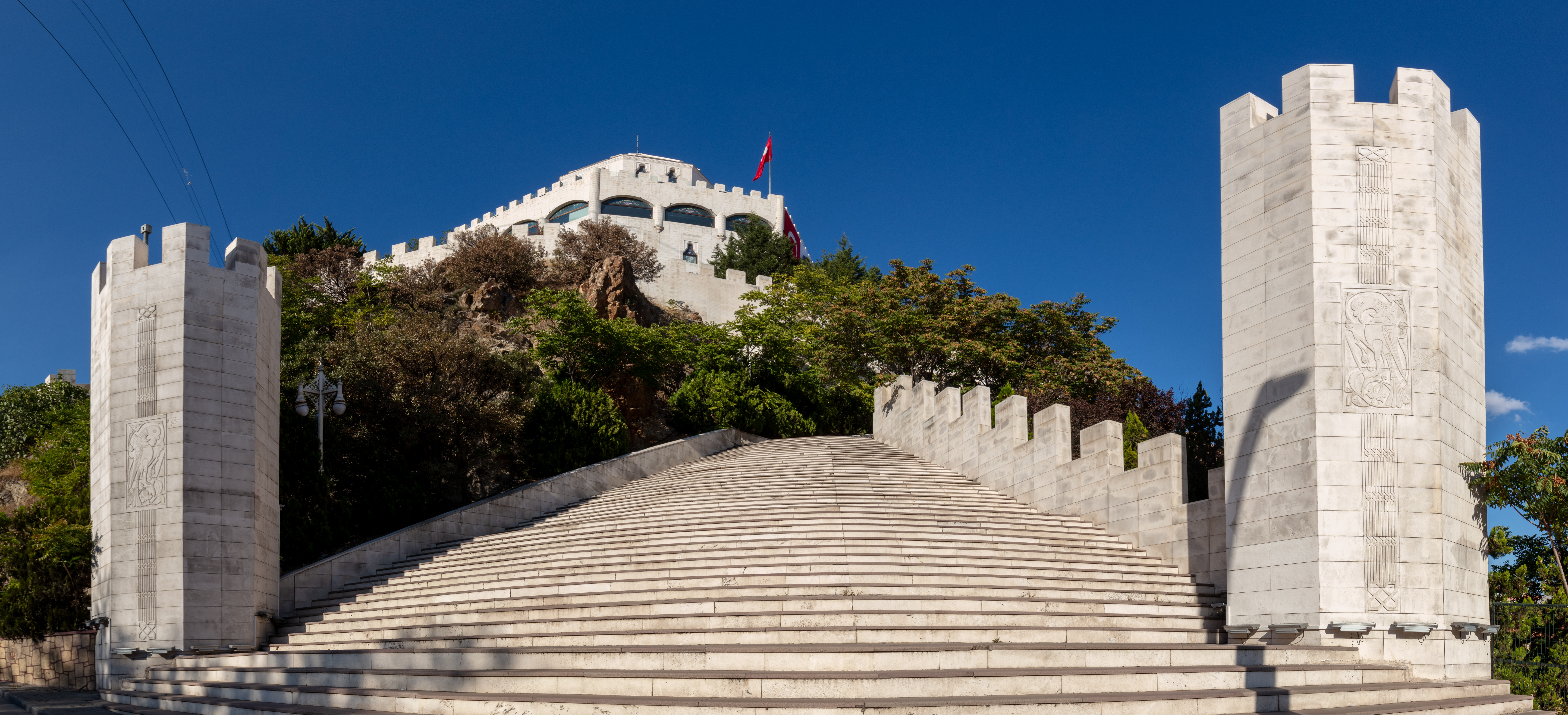
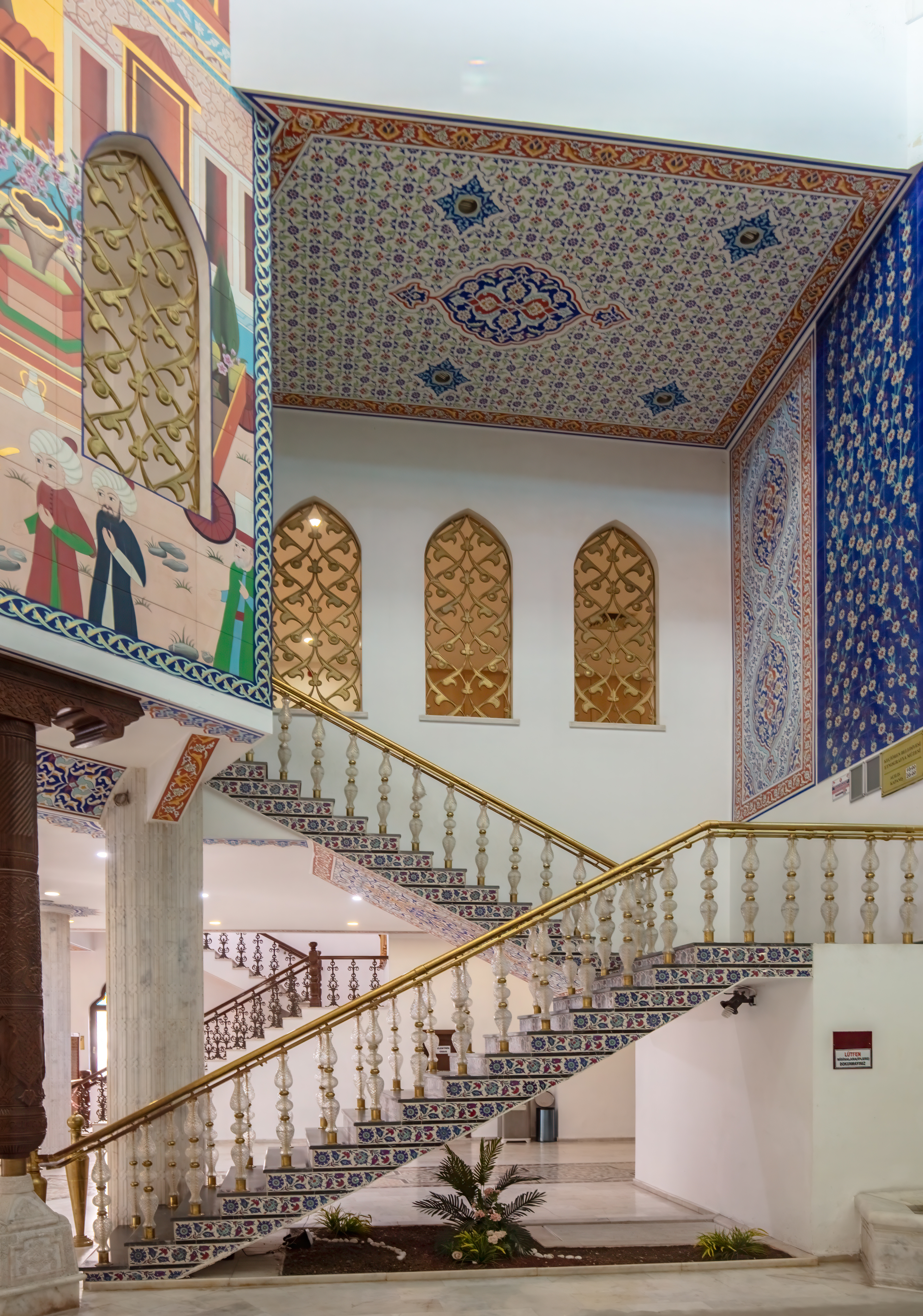
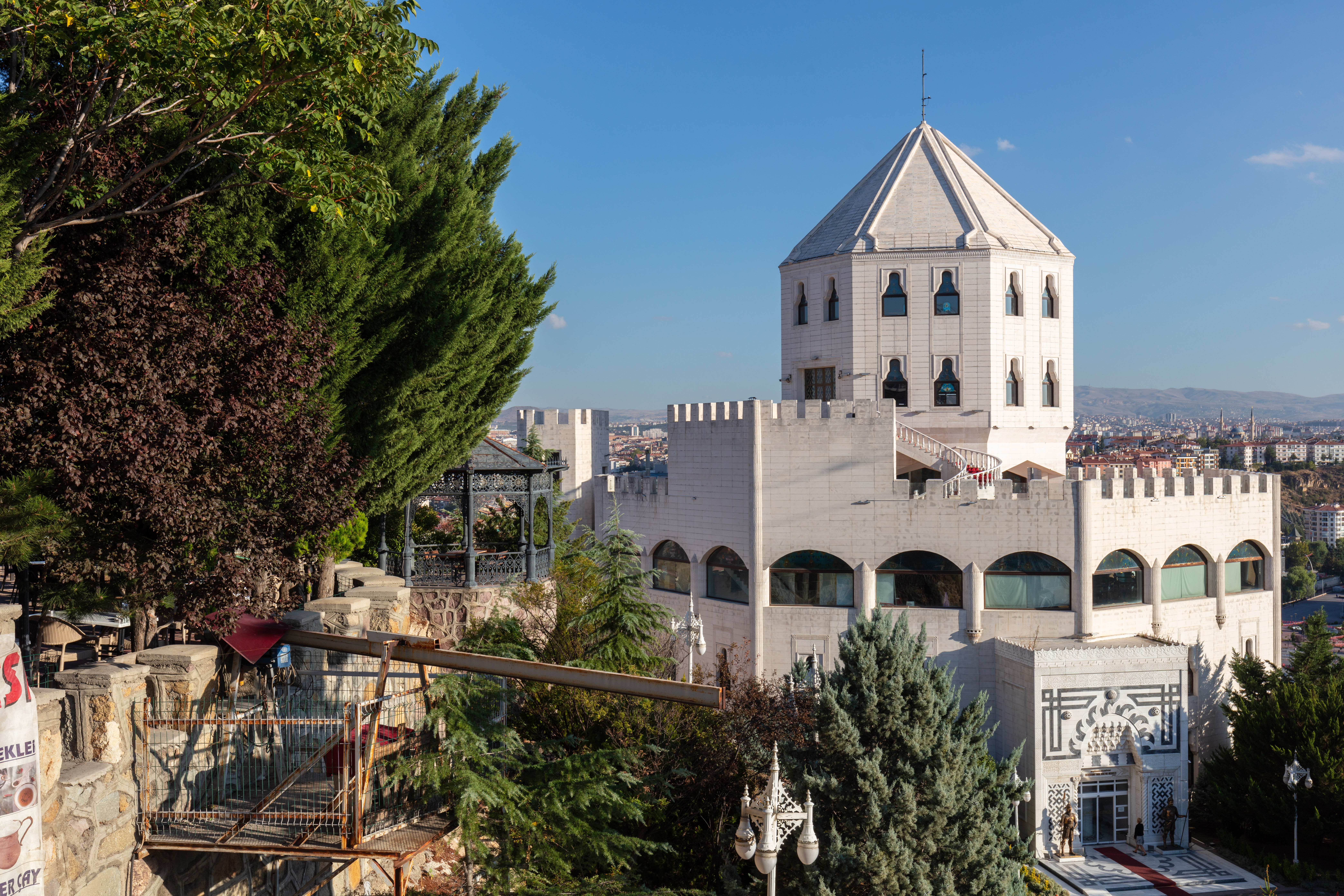